# Экономические издержки
Экономические издержки (экономические затраты; англ. economic costs) — затраты, затраченные на привлечение ресурсов, включая в себя явные издержки, отражённые в бухгалтерском учёте, и альтернативные издержки, которые не отражены в бухгалтерских документах.

## Определение
Согласно К. Р. Макконнеллу и С. Л. Брю экономические издержки — все платежи собственникам ресурсов, достаточные для того, чтобы гарантировать стабильные поставки этих ресурсов для конкретного производственного процесса. Экономические издержки включают в себя явные издержки (выплаты поставщикам, внешним по отношению к данному предприятию) и скрытые издержки (вознаграждение за самостоятельно используемые предприятием собственные ресурсы и нормальная прибыль предпринимателя):
Экономические издержки = Явные издержки + Скрытые издержки.
Согласно п.4. Методическим рекомендаций по бухгалтерскому учёту затрат на производство и калькулированию себестоимости продукции (работ, услуг) в сельскохозяйственных организациях экономические издержки — это суммарные издержки, включающие: бухгалтерские издержки (денежное выражение затрат по использованию производственных факторов, в результате которых осуществляется производство (индивидуальные производственные издержки) и продажа (реализация) продукции (издержки обращения)) и альтернативные издержки (упущенная выгода от альтернативного использования на связанный в оборотных средствах капитал организации):
Экономические издержки = Бухгалтерские издержки + Альтернативные издержки.
Американские экономисты П. Кита и Ф. Янга экономические издержки определяют как все издержки, затраченные на привлечение ресурсов, включая в себя явные издержки, которые можно найти в бухгалтерских записях, и альтернативную стоимость. Таким образом, экономические издержки включают в себя издержки прошлых периодов и явные издержки, которые записываются бухгалтерами, и восстановительные издержки и скрытые издержки (нормальная прибыль), которые надо заработать на ресурсах владельцев.

## Экономическая прибыль
Если общая выручка предприятия превосходит экономические издержки, то остаток поступает предпринимателю в качестве экономической прибыли:
Экономическая прибыль = Выручка — Экономические издержки.
Экономическая прибыль не входит в состав издержек, так как она представляет собой отдачу сверх нормальной прибыли, которая требуется для того, чтобы удержать предпринимателя в конкретном бизнесе. Если экономическая прибыль равна нулю, предприниматель все же покрывает все явные и скрытые издержки, включая нормальную прибыль.